# 타르튀프

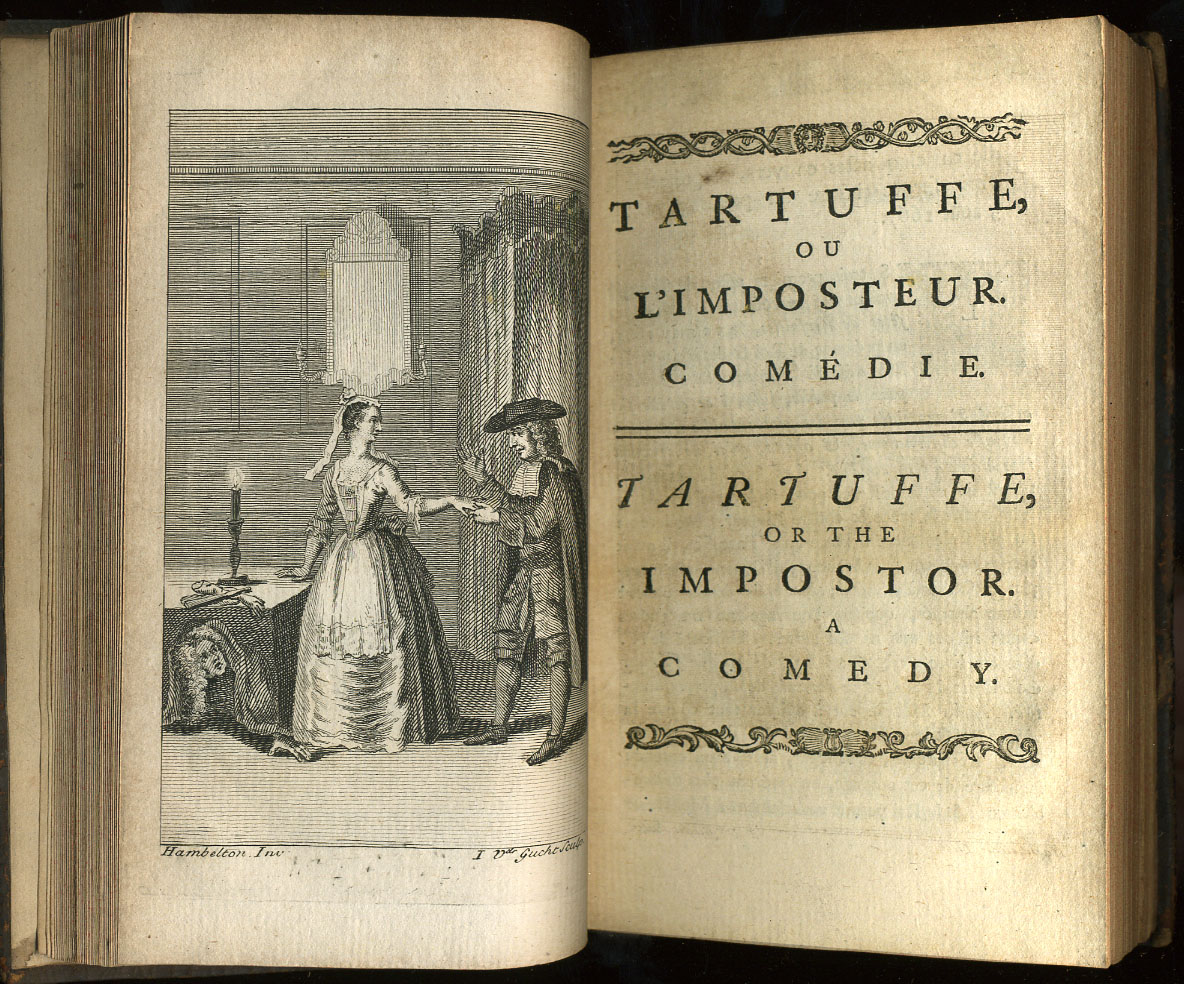
1739년 제작된 프랑스어 원문과 영어 번역본이 병기된 인쇄본

타르튀프(Tartuffe)는 몰리에르가 지은 희극으로, 현재까지도 가장 유명한 프랑스 연극 중 하나로 여겨진다. 이 작품은 1664년 베르사유에서 열린 축제에서 초연되었으며, 즉각적으로 루이 14세 궁정에서 큰 영향력을 행사하는 성직자들의 분노를 사게 되었다. 왕이 그 연극에 압력을 행사하는 데 전혀 관심이 없었지만, 성직자들의 비판에 못이겨 압력을 취하게 되었다. 성직자들은 매우 종교적이라 주장하는 이들을 일컬으나, 작가는 이 연극에서 이와 같은 사람들은 종교적으로 위선적이라 지적하였다. 그들은 이 연극이 자신들을 겨냥한 것이기 때문에 작가에게 공격을 가했다.

## 배경
1664년 베르사유에서 열린 축제에서 초연된 공연은 곧 천주교 교회와 성직자들의 거센 반발에 부딪쳤다. ‘희극’의 본분을 잊고 감히 ‘종교’ 문제를 다루었다는 이유로 이후 ＜겉으로 착한 척 하는 사람이라고 불린 사나이> 라는 공연이 전면 금지되었다. 몰리에르는 <겉으로 착한 척 하는 사람이라고 불린 사나이> 의 공연을 위해 백방으로 애썼다. 루이 14세에게 청원을 넣기도 하고, 내용 일부를 손봐 제목까지 바꾸어 무대에 올리려고도 했다. 공연 금지 조치가 부당하다며 고등법원에 소송도 제기했다. 이 모든 노력이 허사로 돌아가자 몰리에르는 그 충격으로 한동안 극장 문을 닫아야만 했다. 초연 이후 5년이 흘러서야 이 작품에 대한 해금이 이루어졌다. ＜겉으로 착한 척 하는 사람이라고 불린 사나이>  공연이 이토록 순탄치 않았던 배경에는 정치 종교적 이해관계가 복잡하게 얽혀 있었지만, 무엇보다도 종교인의 위선을 거침없이 폭로한 내용으로 인해 교회와 고위 성직자들 눈밖에 난 이유가 가장 컸다.
오르공은 성직자 타르튀프를 집에 들인 뒤 그를 성인처럼 떠받들며 다른 가족들도 그에게 봉사하도록 강제한다. 이에 불만을 품고 있던 가족들은 오르공이 약혼한 딸을 파혼시켜 타르튀프와 결혼시키려 하자 참았던 분노를 폭발시킨다. 가족들은 이구동성으로 타르튀프의 위선을 조목조목 꼬집지만 오르공은 타르튀프에 대한 믿음과 섬김을 거둘 줄 모른다. 한편 타르튀프는 오르공의 맹목적인 호의를 방패삼아 오르공의 아내 엘미르를 유혹하려다 오르공의 아들 다미스에게 덜미를 잡힌다. 타르튀프의 배은망덕함이 천하에 드러났음에도 오르공이 이를 좀처럼 믿지 않자 엘미르는 타르튀프의 실체를 밝히기 위해 대담하게 덫을 놓는다. 위선자 ‘타르튀프’는 당시 프랑스에서 ‘영혼의 지도자’를 자처하며 각 가정에 상주하던 성체회 소속 수도사를 빗댄 인물이다. 이들은 가족들의 사생활까지 단속하면서 프랑스 사회에 막강한 영향력을 행사하고 있었는데, 몰리에르가 직접 그 폐단을 비판하고 나선 것이다.
몰리에르의 직업적 삶이 희극과 축제로 어우러져 있다고 해도 그의 인간적·지식인적 삶은 투쟁의 연속이었다. 그것은 중세로의 회귀를 꿈꾸는 귀족, 타락한 정치적 종교인, 스콜라 철학에 그 뿌리를 둔 사변적 의술을 고집하는 의사, 아리스토텔레스적 사고 체계에서 벗어나지 못하는 현학자 등 시대착오적인 세계관 속에서 경직된 도덕률을 고사하려는 수구 세력에 대한 투쟁이었다. 급진 가톨릭 세력으로 규합되는 이들은 사실 젊은 왕 루이 14세에게도 공통의 적이었다. 왕은 새로운 권력의 확립을 위해 종교와 정치는 물론 학문과 예술에서도 새로운 가치를 추구하려 했다. 루이 14세가 몰리에르를 보호해 준 것은 이 공통의 적에 대한 이해관계가 맞아떨어졌기 때문이었으며, ＜타르튀프＞는 이 둘의 이해관계가 탄생시킨 작품이었다. 그러나 루이 14세는 강력한 왕권을 바탕으로 곧 예술적 자유를 억압하기 시작했다. 자유에 대한 갈망이 누구보다도 강했던 예술가 몰리에르에게 이러한 폭압은 견디기 힘든 것이었다. 이제 루이 14세에게도 몰리에르 같은 자유로운 예술가들은 전제주의(專制主義)적 왕권에 균열을 일으킬 수 있는 위험한 존재로 비쳐지기 시작했다. 프랑스 역사상 가장 강력했던 왕 루이 14세와 프랑스의 가장 위대한 작가 몰리에르의 극적인 만남, 밀월 그리고 결별로 이어지는 역사적 에피소드는 절대 권력을 손에 쥐려던 왕과 자유의 가치를 사수하려던 예술가의 공감과 반목의 드라마였던 것이다. 그리고 ＜타르튀프＞는 이 드라마의 중심에 있는 작품이다.

## 등장인물
- 마담 페르넬, 오르공의 어머니, 타르튀프에게 속는다.
- 오르공, 가장이며 엘미르의 남편, 타르튀프에게 속는다. 다감하고 현명한 사람이었지만, 타르튀프를 만난 후 모든 것을 그에게 의지하는 비이성적인 폭군이 되어버렸다.
- 엘미르, 오르공의 아내, 타르튀프의 정체를 드러내는 열쇠 역할을 담당한다. 타르튀프를 가장 잘 파악하고 있는 현명하고 이성적인 여인.
- 다미스, 오르공의 아들, 벨레르의 여동생에게 구혼하길 바란다.
- 마리안느, 오르공의 딸, 발레르의 약혼녀
- 발레르, 마리안느의 약혼자
- 클레앙트, 오르공의 처남
- 타르튀프, 겉으로는 독실한 신앙인이지만 속으로는 그 누구보다 더 탐욕스런 위선자. 음식과 여자, 돈에 대한 탐욕이 대단하다.
- 도린, 마리안느의 하인, 비꼬기와 과장된 말로 코믹한 안정감을 선사한다.
- Monsieur Loyal, 집행관; 부사관
- Un exempt (경찰 관리)
- 플리포트, 마담 페르넬의 하인
- 로렌스, 타르튀프의 하인
- 아르가스, 오르공의 친구 (묵음)

## 줄거리
무대: 1660년대, 파리의 오르공의 집
오르공은 거짓 성직자를 집에 데려왔다.
그의 처남은 거짓 성직자를 비판하였다.
그의 두번째 아내는 오르공을 책상에 숨겼다.
그의 아들은 거짓 성직자의 위선을 비난했으나, 거짓 성직자는 체포되었다.